# Herre Gud, för dig jag klagar
Herre Gud, för dig jag klagar är en psalm med ursprungligen 13 verser av Lasse Lucidor (Lars Johansson) med en text troligen skriven 1685, enligt 1921 års utgåva av psalmboken bearbetad av Haquin Spegel och ytterligare av Johan Olof Wallin men vid 1937 års psalmbok omnämns inte bearbetningarna. Britt G Hallqvist bearbetade texten ytterligare 1983 och antalet verser minskades till 7.
Musik av Johann Hermann Schein från 1623, vilken bearbetades av Johann Crüger och publicerades Newes vollkömmliches Gesangbuch Augspurgischer Confession, trycktes 1640 i Berlin. Samma melodi används till Han på korset, han allena. Enligt 1986 års psalmbok kan den sjungas även till melodin för psalmen Säll är den som sina händer (nr 244)
En ytterligare bearbetning har gjorts av Toni Holgersson till skivan "Psalmer" från 2006.

## Publicerad som
- Nr 406 i 1695 års psalmbok under rubriken "Om Yttersta Domen".
- Nr 467 i 1819 års psalmbok under rubriken "Med avseende på de yttersta tingen: En sent uppväckt men botfärdig syndares suckar mot döden".
- Nr 547 i 1937 års psalmbok under rubriken "Livets förgänglighet och evighetens allvar".
- Nr 620 i Den svenska psalmboken 1986 under rubriken "Livets gåva och gräns".
- Nr 703 i Lova Herren 1988 med titelraden Döden gör mig icke häpen under rubriken "Det kristna hoppet inför döden".
- Nr 56 i Luthersk psalmbok